# Mai-Otome 0
Mai-Otome 0 ~S.ifr~  (舞-乙HiME 0~S.ifr~, Mai-Otome 0 Shifuru) est une série d'OAV produite par le studio d'animation Sunrise et réalisée par Hisayuki Hirokazu, le character designer de Mai-Otome. C'est une préquelle à la série d'animation télévisée Mai-Otome. Elle comprend trois OAV, sortis respectivement le 22 février 2008, le 25 juillet 2008, et le 21 novembre 2008.
"Sifr" (صفر) est un mot arabe signifiant zéro. C'est également le nom de l'un des personnages, Sifr Fran.
Contrairement aux autres séries Mai, la musique n'a pas été composée par Yuki Kajiura. La musique a cette fois-ci été confiée à Kuniaki Haishima.
Contrairement à ce qu'on pourrait penser, Mai-Otome 0 ~S.ifr~ n'est pas la suite de Mai Otome Zwei, mais un retour en arrière. Ces OAV nous présentent Lena Yumemiya ou Sayers, celle qui sera par la suite la mère d'Arika (voir Mai-Otome).
Soulignons, au passage, l'apparition inattendue de Nina Wáng, l'amie et rivale d'Arika dans Mai-Otome 0 ~S.ifr~, sous les traits d'un adorable petit chat que Sifr sauvera.

## Épisodes
1. Si vous détournez votre regard, vous mourrez (よそ見してると死にますよ, Yosomishiteru to Shinimasu yo?)
2. Princesse et Otome (ヒメとヲトメ, Hime to Otome?)
3. Je veux vivre (わたしは生きたいのよ, Watashi wa Ikitainoyo?)

## Thème musical
- Finality Blue de Minami Kuribayashi (Épisode 1)
- Heart All Green de Minami Kuribayashi (Épisode 2)
- Koko ni Atta ne de Minami Kuribayashi (Épisode 3)